# Olympische Sommerspiele 2016/Teilnehmer (Elfenbeinküste)
| Gelbes Symbol für Goldmedaillen mit stilisierten Olympischen Ringen | Graues Symbol für Silbermedaillen mit stilisierten Olympischen Ringen | Braundes Symbol für Bronzemedaillen mit stilisierten Olympischen Ringen |
| ------------------------------------------------------------------- | --------------------------------------------------------------------- | ----------------------------------------------------------------------- |
| 1                                                                   | —                                                                     | 1                                                                       |

Die Elfenbeinküste nahm an den Olympischen Spielen 2016 in Rio de Janeiro teil. Es war die insgesamt 13. Teilnahme an Olympischen Sommerspielen. Das Comité National Olympique de Côte d’Ivoire nominierte 12 Athleten für 6 Sportarten.
Fahnenträger bei der Eröffnungsfeier war die Leichtathletin Murielle Ahouré. Bei der Schlussfeier repräsentierte der Bogenschütze Philippe Kouassi die Delegation.

## Medaillen

### Medaillenspiegel
| Medaillenspiegel Ägypten |           |                              |                           |                           |        |
| Platz                    | Sportart  | Goldmedaille – Olympiasieger | Silbermedaille – 2. Platz | Bronzemedaille – 3. Platz | Gesamt |
| 1                        | Taekwondo | 1                            | –                         | 1                         | 2      |

### Medaillengewinner

#### Gold
| Name                | Sportart  | Wettkampf                 |
| ------------------- | --------- | ------------------------- |
| Cheick Sallah Cissé | Taekwondo | Mittelgewicht (bis 80 kg) |

#### Bronze
| Name        | Sportart  | Wettkampf                 |
| ----------- | --------- | ------------------------- |
| Ruth Gbagbi | Taekwondo | Mittelgewicht (bis 67 kg) |

## Teilnehmer nach Sportarten

### Bogenschießen
| Athleten         | Wettbewerb | Qualifikation | Qualifikation | 1. Runde               | 1. Runde      | 2. Runde      | 2. Runde      | Achtelfinale  | Achtelfinale  | Viertelfinale | Viertelfinale | Halbfinale    | Halbfinale    | Finale        | Finale        | Rang |
| Athleten         | Wettbewerb | Ringe         | Rang          | Gegner                 | Ergebnis      | Gegner        | Ergebnis      | Gegner        | Ergebnis      | Gegner        | Ergebnis      | Gegner        | Ergebnis      | Gegner        | Ergebnis      | Rang |
| ---------------- | ---------- | ------------- | ------------- | ---------------------- | ------------- | ------------- | ------------- | ------------- | ------------- | ------------- | ------------- | ------------- | ------------- | ------------- | ------------- | ---- |
| Männer           |            |               |               |                        |               |               |               |               |               |               |               |               |               |               |               |      |
| Philippe Kouassi | Einzel     | 634           | 57            | Jean-Charles Valladont | 4:6 (116:129) | ausgeschieden | ausgeschieden | ausgeschieden | ausgeschieden | ausgeschieden | ausgeschieden | ausgeschieden | ausgeschieden | ausgeschieden | ausgeschieden | 33   |

Die Nominierung der ursprünglich bei den Frauen qualifizierten Carla Frangilli wurde vom NOK der Elfenbeinküste zurückgezogen. Ihr Startplatz wurde an die Griechin Evangelia Psarra vergeben.

### Fechten
| Athleten            | Wettbewerb   | 1. Runde | 1. Runde | 2. Runde  | 2. Runde | Achtelfinale  | Achtelfinale  | Viertelfinale | Viertelfinale | Halbfinale / Klassifikation | Halbfinale / Klassifikation | Finale / Platzierung | Finale / Platzierung | Rang          |
| Athleten            | Wettbewerb   | Gegner   | Ergebnis | Gegner    | Ergebnis | Gegner        | Ergebnis      | Gegner        | Ergebnis      | Gegner                      | Ergebnis                    | Gegner               | Ergebnis             | Rang          |
| ------------------- | ------------ | -------- | -------- | --------- | -------- | ------------- | ------------- | ------------- | ------------- | --------------------------- | --------------------------- | -------------------- | -------------------- | ------------- |
| Frauen              |              |          |          |           |          |               |               |               |               |                             |                             |                      |                      |               |
| Gbahi Gwladys Sakoa | Degen Einzel | –        | –        | Sun Yiwen | 11:15    | ausgeschieden | ausgeschieden | ausgeschieden | ausgeschieden | ausgeschieden               | ausgeschieden               | ausgeschieden        | ausgeschieden        | ausgeschieden |

### Judo
| Athleten                 | Wettbewerb | 1. Runde | 1. Runde | 2. Runde     | 2. Runde     | Viertelfinale | Viertelfinale | Halbfinale / Trostrunde | Halbfinale / Trostrunde | Finale / Platz 3 | Finale / Platz 3 | Rang |
| Athleten                 | Wettbewerb | Gegner   | Ergebnis | Gegner       | Ergebnis     | Gegner        | Ergebnis      | Gegner                  | Ergebnis                | Gegner           | Ergebnis         | Rang |
| ------------------------ | ---------- | -------- | -------- | ------------ | ------------ | ------------- | ------------- | ----------------------- | ----------------------- | ---------------- | ---------------- | ---- |
| Frauen                   |            |          |          |              |              |               |               |                         |                         |                  |                  |      |
| Zouleiha Abzetta Dabonne | bis 57 kg  | Freilos  | Freilos  | K. Matsumoto | 000s0\|101s0 | ausgeschieden | ausgeschieden | ausgeschieden           | ausgeschieden           | ausgeschieden    | ausgeschieden    | 9    |

### Leichtathletik
Laufen und Gehen 
| Athleten           | Wettbewerb | Runde 1 | Runde 1 | Halbfinale    | Halbfinale    | Finale        | Finale        | Rang |
| Athleten           | Wettbewerb | Zeit    | Rang    | Zeit          | Rang          | Zeit          | Rang          | Rang |
| ------------------ | ---------- | ------- | ------- | ------------- | ------------- | ------------- | ------------- | ---- |
| Frauen             |            |         |         |               |               |               |               |      |
| Murielle Ahouré    | 100 m      | 11,17 s | 9       | 11,01 s       | 10            | ausgeschieden | ausgeschieden | 10   |
| Marie-Josée Ta Lou | 100 m      | 11,01 s | 3       | 10,94 s       | 7             | 10,86 s       | 4             | 4    |
| Murielle Ahouré    | 200 m      | 22,52 s | 6       | 22,59 s       | 12            | ausgeschieden | ausgeschieden | 12   |
| Marie-Josée Ta Lou | 200 m      | 22,31 s | 1       | 22,28 s       | 5             | 22,21 s       | 4             | 4    |
| Männer             |            |         |         |               |               |               |               |      |
| Hua Wilfried Koffi | 100 m      | 10,37 s | 51      | ausgeschieden | ausgeschieden | ausgeschieden | ausgeschieden | 51   |
| Ben Youssef Meïté  | 100 m      | 10,03 s | 2       | 9,97 s        | 5             | 9,96 s        | 6             | 6    |
| Hua Wilfried Koffi | 200 m      | 20,48 s | 29      | ausgeschieden | ausgeschieden | ausgeschieden | ausgeschieden | 29   |

### Schwimmen
| Athleten       | Wettbewerb     | Vorlauf     | Vorlauf | Halbfinale    | Halbfinale    | Finale        | Finale        | Rang |
| Athleten       | Wettbewerb     | Zeit        | Rang    | Zeit          | Rang          | Zeit          | Rang          | Rang |
| -------------- | -------------- | ----------- | ------- | ------------- | ------------- | ------------- | ------------- | ---- |
| Frauen         |                |             |         |               |               |               |               |      |
| Talita Te Flan | 800 m Freistil | 9:07,21 min | 27      | –             | –             | ausgeschieden | ausgeschieden | 27   |
| Männer         |                |             |         |               |               |               |               |      |
| Thibaut Danho  | 100 m Freistil | 52,78 s     | 54      | ausgeschieden | ausgeschieden | ausgeschieden | ausgeschieden | 54   |

### Taekwondo
| Athleten            | Wettbewerb        | Achtelfinale     | Achtelfinale | Viertelfinale | Viertelfinale | Hoffnungsrunde Halbfinale | Hoffnungsrunde Halbfinale | Halbfinale       | Halbfinale    | Hoffnungsrunde Finale | Hoffnungsrunde Finale | Finale          | Finale        | Rang          |
| Athleten            | Wettbewerb        | Gegner           | Ergebnis     | Gegner        | Ergebnis      | Gegner                    | Ergebnis                  | Gegner           | Ergebnis      | Gegner                | Ergebnis              | Gegner          | Ergebnis      | Rang          |
| ------------------- | ----------------- | ---------------- | ------------ | ------------- | ------------- | ------------------------- | ------------------------- | ---------------- | ------------- | --------------------- | --------------------- | --------------- | ------------- | ------------- |
| Frauen              |                   |                  |              |               |               |                           |                           |                  |               |                       |                       |                 |               |               |
| Ruth Gbagbi         | Klasse bis 67 kg  | Seham El-Sawalhy | 4:3          | Haby Niaré    | 4:5           | Aniya Louissaint          | 7:1                       | ausgeschieden    | ausgeschieden | Fəridə Əzizova        | 7:2                   | ausgeschieden   | ausgeschieden | Bronze        |
| Mamina Koné         | Klasse über 67 kg | Gwladys Épangue  | 1:3          | ausgeschieden | ausgeschieden | ausgeschieden             | ausgeschieden             | ausgeschieden    | ausgeschieden | ausgeschieden         | ausgeschieden         | ausgeschieden   | ausgeschieden | ausgeschieden |
| Männer              |                   |                  |              |               |               |                           |                           |                  |               |                       |                       |                 |               |               |
| Cheick Sallah Cissé | Klasse bis 80 kg  | Piotr Paziński   | 8:2          | Tahir Güleç   | 7:1           | –                         | –                         | Oussama Oueslati | 7:6           | –                     | –                     | Lutalo Muhammad | 8:6           | Gold          |